# لنارت جوهانسون (بازیکن هاکی روی یخ)
لنارت جوهانسون (انگلیسی: Lennart Johansson؛ ۷ ژوئن ۱۹۴۱ – ۲۳ اکتبر ۲۰۱۰ (aged 69)) ورزشکار هاکی روی یخ اهل سوئد بود.
وی در مسابقات کشوری و بین‌المللی در مجموع برندهٔ ۱ مدال نقره شده‌است.